# Khan Abdul Ghaffar Khan
Khan Abdul Ghaffar Khan (6 de febrero de 1890 - 20 de enero de 1988) (en pashto: خاں عبدالغفار خاں en hindi: ख़ान अब्दुल ग़फ़्फ़ार ख़ान) fue un político pashtún y líder espiritual conocido por su oposición no violenta a la ley británica en la India colonial (actuales India, Pakistán y Bangladés). Fue pacifista durante toda su vida y un devoto musulmán. Era amigo cercano de Mahatma Gandhi y fue también conocido como Badsha Kahna (o también Cacha Khan, en Pashto: literalmente "Rey Khan"), Fakhr-e-Afghan (Orgullo de los afganos) y Sarhaddi Gandhi (urdu, en hindi literalmente "El segundo Gandhi").
Fue animado inicialmente por su familia a unirse al Ejército Indio Británico; sin embargo el trato de los oficiales del Raj Británico hacia los nativos le ofendió y una decisión de la familia para que él estudiara en Inglaterra fue aplazada por su madre.
Fue testigo de los repetidos fracasos de las revueltas contra el dominio británico, así que decidió que el activismo social y las reformas serían más beneficiosas para los pastunes. En última instancia, condujo a la formación del movimiento Khudai Khidmatgar (Siervos de Dios) un movimiento nacionalista progresista y religioso. El éxito del movimiento provocó una dura represión contra él y sus seguidores y fue enviado al exilio. Fue en esta etapa a finales de 1920 cuando formó una alianza con Gandhi y el Congreso Nacional Indio. Esta alianza duró hasta 1947 con la división de la India.
Ghaffar Khan se opuso firmemente a la demanda de la Liga Musulmana para la partición de la India. Cuando el Partido del Congreso aceptó el plan de partición, él les dijo: "Ustedes nos han arrojado a los lobos".
Tras la partición, Ghaffar Khan fue detenido con frecuencia por el gobierno pakistaní, en parte debido a su asociación con la India y su oposición a los movimientos autoritarios en el gobierno. Pasó gran parte de la década de 1960 y 1970 en la cárcel o en el exilio.
En 1985 fue nominado para el premio Nobel de la Paz. En 1987 se convirtió en la primera persona que no poseía la ciudadanía de la India en recibir el Bharat Ratna, el más prestigioso galardón civil de la India. A su muerte en 1988, fue enterrado en Jalalabad, a pesar de los intensos combates del momento, ambas partes en la guerra de Afganistán declararon un alto el fuego para permitir su entierro.